# Jean-Baptiste Vermay
Jean-Baptiste Vermay, né le 15 octobre 1786 à Tournan-en-Brie et décédé le 30 mars 1833  à La Havane, est un peintre, un scénographe et un architecte français.

## Biographie
Jean-Baptiste Vermay est né le 15 octobre 1786 à Tournan-en-Brie. En 1797, il part à Paris, pour étudier dans l'atelier de Jacques-Louis David. On dit parfois que c'était un esprit tourmenté, des rapports de son passage comme élève à l'atelier de David le décrivent comme « très indiscipliné ».
En 1808, il peint Marie Stuart, reine d’Écosse, recevant sa sentence de mort que vient de ratifier le Parlement.
À la chute de Napoléon Ier, il est forcé à l'exil. La légende raconte que l'évêque Espada (1756-1832) avait demandé à son ami, le peintre espagnol Francisco de Goya, de lui recommander un artiste pour restaurer les fresques de la cathédrale de La Havane. Goya aurait proposé Vermay. Mais la réalité est que Vermay est arrivé à la fin 1815 après avoir fui de France à la chute de Napoléon Ier, son mécène.
Il arrive donc en 1815 à La Havane à Cuba. Très bien accueilli par l’évêque Espada, il décore de nombreuses églises. Son œuvre la plus connue de la période est l'ensemble qui décore les murs du Templete, monument rappelant la fondation de la ville de La Havane (Plaza de Armas, dans la vieille ville).
Il devient le premier directeur de l'Académie nationale des Beaux-Arts San Alejandro en 1818, la deuxième plus ancienne d'Amérique du Sud.
J-B Vermay meurt le 30 mars 1833 à La Havane du choléra.
Il avait pour condisciple et ami le peintre français Joseph Leclerc de Baumé (1792-1852), installé comme lui à La Havane.

## Œuvres
- Marie Stuart, reine d’Écosse, recevant sa sentence de mort que vient de ratifier le Parlement, 1808
- Troubadours
- La Naissance d’Henri IV, (1810), Musée Napoléon à Arenenberg
- Saint-Louis, prisonnier en Égypte, Musée des beaux-arts d'Angers

Vermay peint, en 1826, dans ses toiles La première messe et Le premier conseil municipal, la naissance et la fondation de La Havane et de la nation cubaine. Ces deux tableaux sont conservés dans un petit temple, « El Templete », construit à La Havane pour commémorer la naissance de la ville et est à présent étape obligée des circuits touristiques.

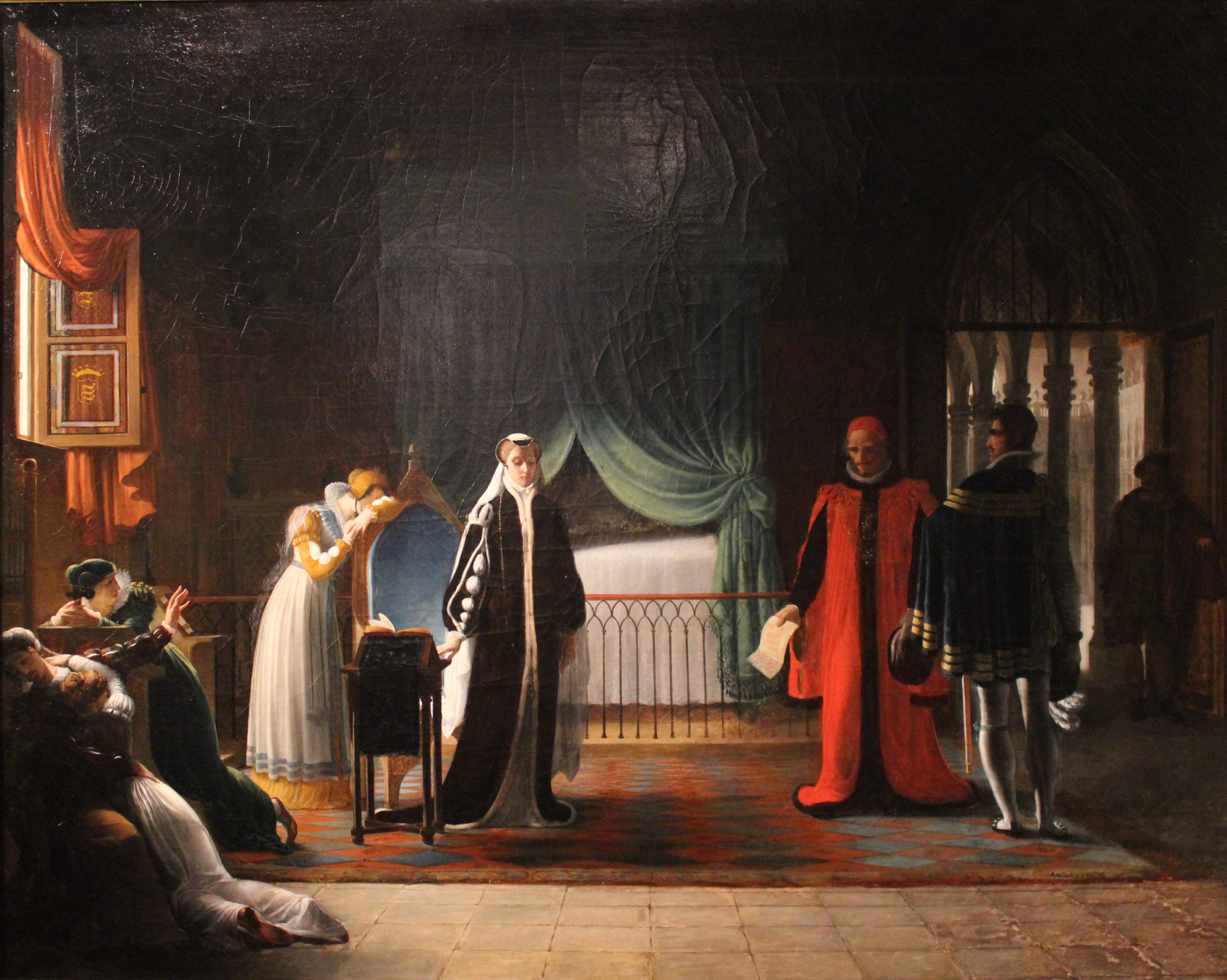
Marie Stuart, reine d'Écosse, recevant sa sentence de mort que vient de ratifier le Parlement, 1808, Musée des Beaux-Arts, Lyon
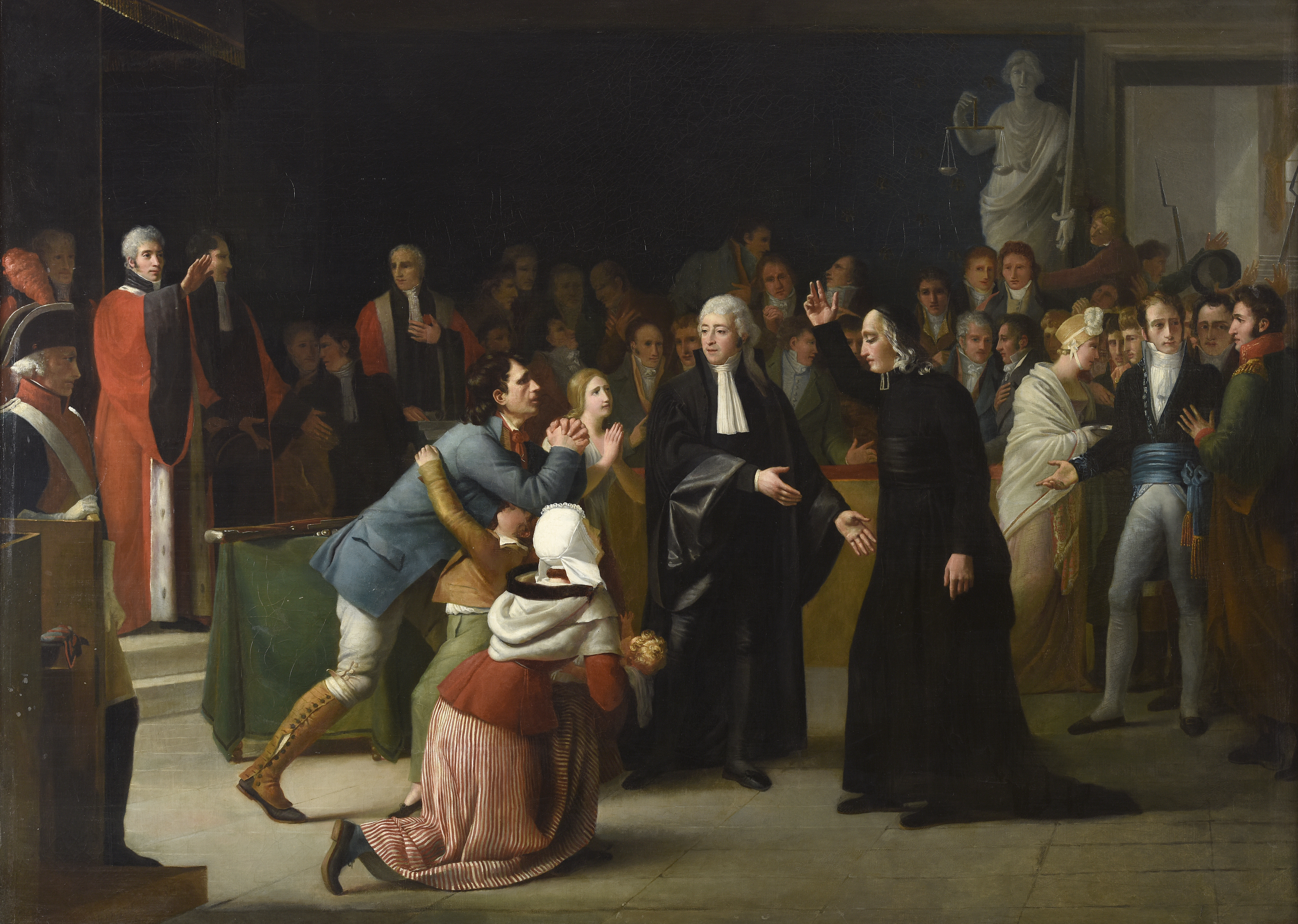
Pierre Fourrey déchargé de l’accusation criminelle intentée contre lui, 1810
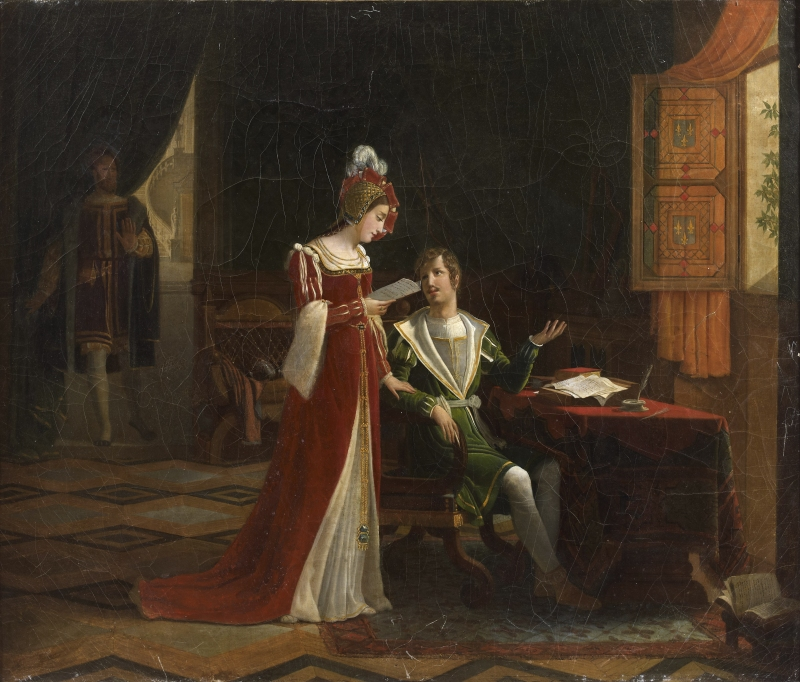
Marguerite, reine de Navarre, est surprise par François Ier son frère au moment où elle lit la ballade de Clément Marot commençant par « Amour me voyant sans tristesse », atelier de Vermay, d'après le tableau présenté au Salon de 1812

## Iconographie

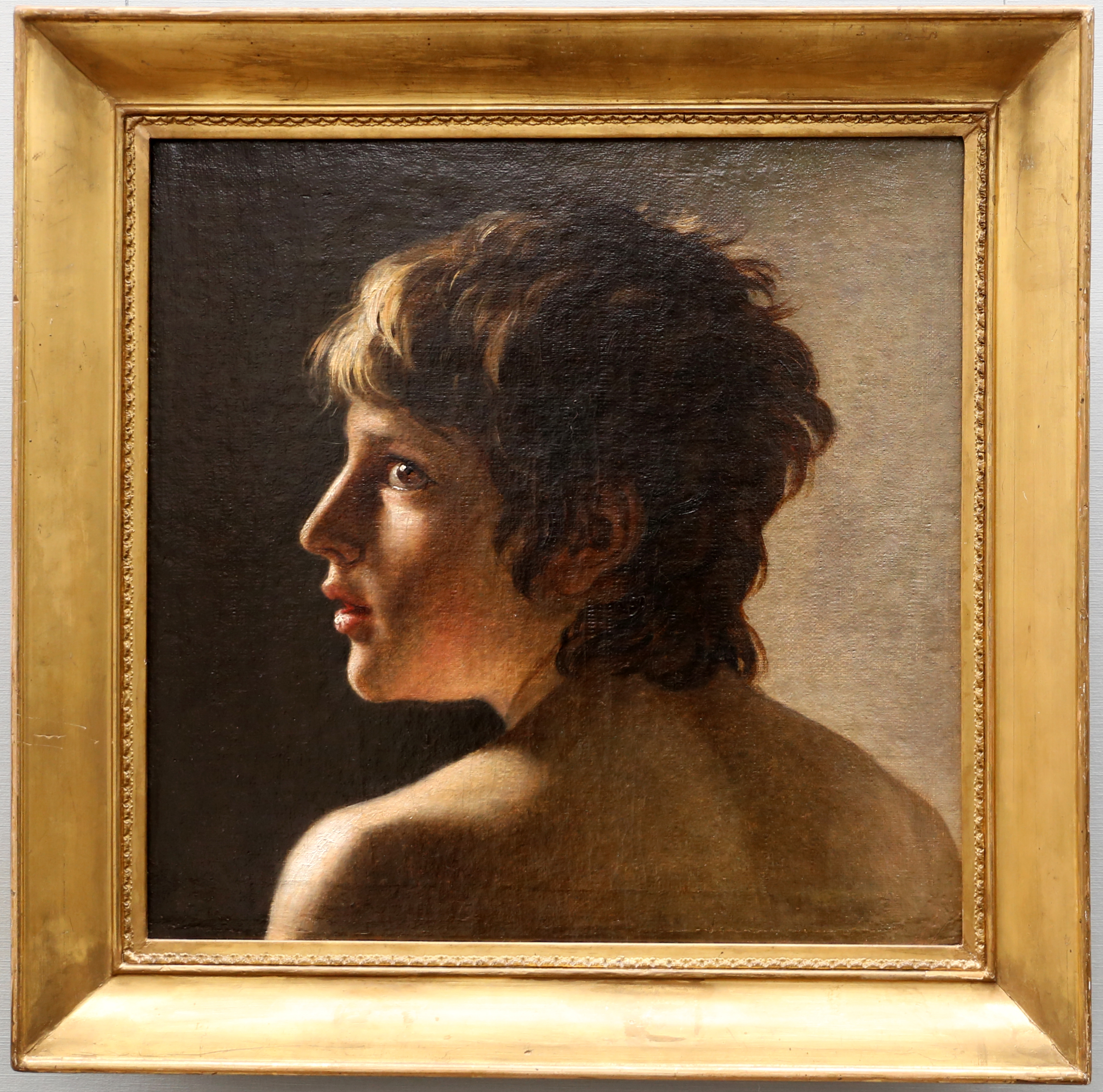
Portrait de Jean-Baptiste Vermay par Gottlieb Schick

- Un portrait de Jean-Baptiste Vermay peint par l'artiste allemand Gottlieb Schick est conservé à Berlin, Nationalgalerie.